# Augustine Okrah
Augustine Okrah (sinh ngày 14 tháng 9 năm 1993) là một cầu thủ bóng đá người Ghana thi đấu cho Smouha SC ở vị trí tiền vệ tấn công hay tiền vệ chạy cánh.

## Danh hiệu
Cùng với Al-Merrikh SC
- Giải bóng đá ngoại hạng Sudan
- Vô địch (1) 2015
- Cúp bóng đá Sudan
- Vô địch (1) 2015